# Best of Neda
Best of Neda naziv je kompilacije najvećih hitova 2000-ih godina pjevačice Nede Ukraden.

## Popis pjesama
- 1. Život sam promjenila (3:24)
- 2. Nisam ti ja bilo tko (3:59)
- 3. Šteta baš (duet Željko Samardžić) (3:59)
- 4. Kravata (4:22)
- 5. Oko moje (2:44)
- 6. Gdje ste da ste, prijatelji stari (3:06)
- 7. Učila sam od najboljeg (3:14)
- 8. Tijelom žena, srcem stijena (3:33)
- 9. Šokriš me ti (3:17)
- 10. Najbolje su cure (glazbena suradnja s Alkom Vuicom i Sinišom Vucom) (3:16)
- 11. Srećo moja (3:08)
- 12. Stvarno se isplatilo (2:59)
- 13. Haljina (3:35)
- 14. Vrijeme je... (3:53)
- 15. Evo sviće (3:25)

## O albumu
Kompilacija hitova Best of Neda izdana je za hrvatsku diskografsku kuću Hit Records u studenom 2008. godine, odmah nakon Nedinog koncerta u dvorani Vatroslav Lisinski. Na nosaču zvuka nalaze se Nedini hitovi iz 2000-ih godina. 
Izuzetak je pjesma "Evo sviće" s kojom se Neda predstavila na II. Axal Grand festivalu. Nakon debakla i prekida poslovnih veza s tom srpskom diskografskom kućom (iako 2010. obnavlja suradnju), Neda se okreće hrvatskom tržištu. S pjesmom "Stvarno se isplatilo" koja se našla na albumu Oduži mi se poljupcima iz 2006. godine, Neda je debitirala na prestižnom Hrvatskom radijskom festivalu u kategoriji zabavno-narodna glazba.

## Linkovi
- Album info